# Robert F. Kennedy Human Rights Award
Der Robert F. Kennedy Human Rights Award wurde 1984 vom Robert F. Kennedy Memorial gestiftet, um Personen zu ehren, die Mut zeigen und einen bedeutenden Beitrag zu den Menschenrechten in ihrem Lande leisten.
Die Mehrheit der Preisträger lebt im jeweiligen Heimatland und wird von der Organisation Robert F. Kennedy Memorial bei dem Einsatz für Menschenrechte unterstützt. Seit 1984 wurden jährlich Preise an jeweils eine oder mehrere Personen und / oder Organisationen aus über 30 Ländern verliehen.

## Preisträger
- 1984: CoMadres, El Salvador
- 1985: Allan Boesak, Beyers Naude und Winnie Mandela, Südafrika
- 1986: Zbigniew Bujak und Adam Michnik, Polen
- 1987: Kim Keun-tae und In Jae keun, Südkorea
- 1988: Gibson Kamau Kuria, Kenia
- 1989: Fang Lizhi, China
- 1990: Amilcar Mendez Urizar, Guatemala
- 1991: Avigdor Feldman, Israel und Raji Sourani, Palästina
- 1992: Chakufwa Chihana, Malawi
- 1993: Bambang Widjojanto, Indonesien
- 1994: Ren Wanding, China
- 1995: Kailash Satyarthi, Indien, und Nguyen Dan Que und Doan Viet Hoat, Vietnam
- 1996: Anonymous, Sudan
- 1997: Sezgin Tanrikulu und Senal Sarihan, Türkei
- 1998: Berenice Celeyta, Gloria Florez und Jaime Prieto, Kolumbien
- 1999: Erzbischof Michael Kpakala Francis, Liberia
- 2000: Martin Macwan, Indien
- 2001: Darci Frigo, Brasilien
- 2002: Loune Viaud, Haiti
- 2003: Coalition of Immokalee Workers, Vereinigte Staaten
- 2004: Delphine Djiraibe, Tschad
- 2005: Stephen Bradberry, Vereinigte Staaten
- 2006: Sonia Pierre, Dominikanische Republik
- 2007: Mohamed Ahmed Abdallah, Sudan
- 2008: Aminatou Haidar, Westsahara
- 2009: Magodonga Mahlangu und Women Of Zimbabwe Arise, Simbabwe
- 2010: Abel Barrera Hernández, Mexiko
- 2011: Frank Mugisha, Uganda
- 2012: Librada Paz, Vereinigte Staaten
- 2013: Ragia Omran, Ägypten
- 2014: Adilur Rahman Khan, Bangladesch
- 2015: Natalja Taubina, Russland
- 2016: Just Leadership USA und Andrea C. James, Vereinigte Staaten
- 2017: Alfredo Romero, Venezuela
- 2018: United We Dream, March For Our Lives, International Indigenous Youth Council und Color of Change, Vereinigte Staaten
- 2019: La Unión del Pueblo Entero, Angry Tias & Abuelas of the Rio Grande Valley, Detained Migrant Solidarity Committee, Vereinigte Staaten
- 2020: Alessandra Korap, Brasilien
- 2021: Guerline Jozef, Vereinigte Staaten
- 2022: Maximilienne C. Ngo Mbe und Felix Agbor Nkongho (Balla), Kamerun
- 2023: Parlamento del Pueblo Xinka[1], Guatemala
- 2024: Arely Westley[2], Honduras/USA